# Endiandra immersa
Endiandra immersa là loài thực vật có hoa trong họ Nguyệt quế. Loài này được Arifiani mô tả khoa học đầu tiên năm 2001.